# 徽典館
徽典館（日语：／ Kitenkan，是日本古代甲斐國（山梨縣）的學問所。現在的山梨大學的前身。校址在甲府城下町中心的甲府城郭內（甲府市丸之內一丁目），專門教授四書五經與朱子學。「徽典」一名得自《書經·舜典》的「慎徽五典」。
在近代化的浪潮下，武家土地紛紛收歸國有。原址幾經開發，曾作為官廳，現為歷史悠久的旅館。

## 概要

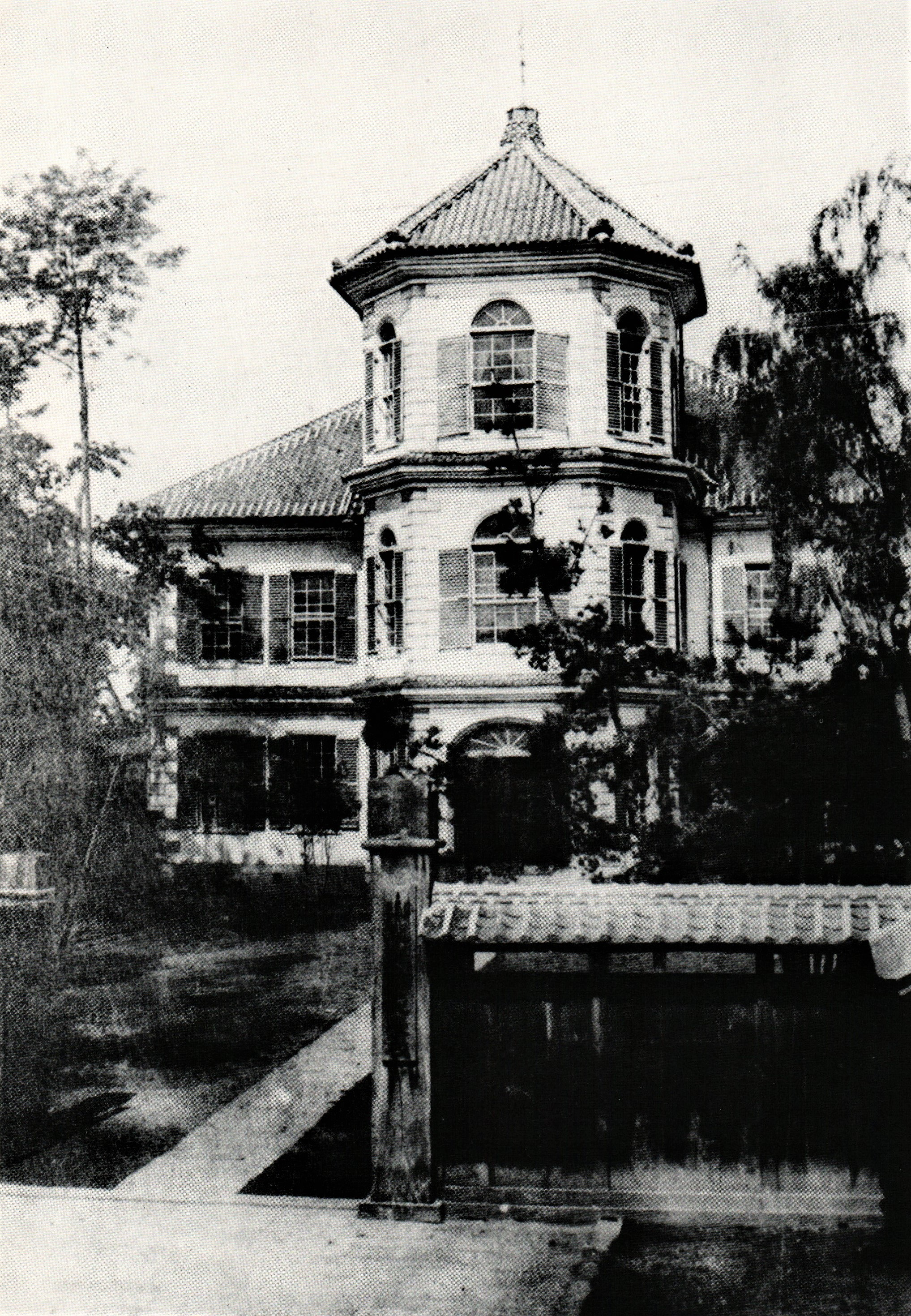
建於明治17年（1884年）的第二代徽典館校舎。現位於甲府市中央公園（中央1丁目）附近。

關於徽典館成立的詳情，由於相關文件毀於明治16年的一場火災，因此詳情已不可考。只能從記載江戶昌平坂學問所（現在的東京大學）的著作《日本教育史史料》明治篇以及學者林鶴梁編撰的書籍目錄中，尋找斷簡殘篇的史料。
寛政8年（1796年）甲府學問所創校。享和3年（1803年），甲府城追手門南側的新校舍落成，設置傳授武藝的講武所、傳授醫術醫學所。由大學頭林述齋（林衡）命名為「徽典館」、松平定信親筆書寫扁額。
天保14年幕府開始控制地方官學，駿府的明新館被改為昌平坂學問所的分校，後者又接管了紅葉山文庫的一部分藏書。組織重組下，徽典館的2名學頭被派往昌平坂學問所任教，自此形成昌平坂一家獨大的局面。
安政3年（1856年）甲府地方不滿之聲已無法壓制，甲府內部也以「教育成效稀薄」為由削減徽典館的經費。其後，來自江戶的學頭解決這個問題，但又產生了優秀學生喪失前往江戶留學的機會的問題。
根據天保14年（1843年）3月公告的「徽典館稽古日割」，徽典館以四書五經、朱子學為主要授課內容，以朗讀、講解、輪講、集體閱讀討論的方式進行教育，也向農民、一般商人開放。考試（學問試）一年舉行兩次，分別於春、秋兩季進行，一次五天，一天考一個科目。考卷會被送往江戶批改，成績優秀者可得到賞賜，也可能受到當局起用。
明治5年（1872年）改稱開智學校，歷經師範講習學校等階段，明治15年（1882年）再度改回徽典館的舊稱。其後，改制為山梨縣師範學校、山梨學校，最後成為現在的山梨大學。數百年來，一貫保持縣內官學中心的地位。

## 知名校友
杉浦讓、明治時代的民權運動家田邊有榮、八巻九萬等。